# Gagos (Guarda)
Gagos is een plaats (freguesia) in de Portugese gemeente Guarda en telt 134 inwoners (2001).